# Jeanne d'Arc de Vichy-Clermont Métropole Basket
Il Jeanne d'Arc Vichy Basket, meglio noto come JA Vichy, è una squadra di pallacanestro con sede nella città di Vichy. Fondata nel 1933 come Jeanne d'Arc de Vichy Val d'Allier Auvergne Basket, nel 2015 avviene la fusione con lo Stade Clermontois Basket Auvergne, assumendo la denominazione attuale. Gioca nel Pro B, la seconda serie del campionato francese.
Disputa le partite casalinghe nel Palais des Sports Pierre Coulon, che ha una capacità di 3.200 spettatori.

## Palmarès
- Coppa di Francia: 2

1969, 1970 (come JA Vichy)

## Cestisti
- Chris Smith 2017-2018